# Baxter-Gletscher
Der Baxter-Gletscher ist ein Gletscher im ostantarktischen Viktorialand. Er wird von Gletscherbrüchen, die vom Flight-Deck-Firnfeld abfließen, gespeist. In der Convoy Range fließt er in nordöstlicher Richtung zwischen dem Flagship Mountain und Mount Davidson zum Fry-Gletscher.
Teilnehmer einer von 1976 bis 1977 dauernden Kampagne im Rahmen der neuseeländischen Victoria University’s Antarctic Expeditions benannten ihn nach dem neuseeländischen Dichter und Sozialkritiker James K. Baxter (1926–1972).